# Орпингтон (порода уток)

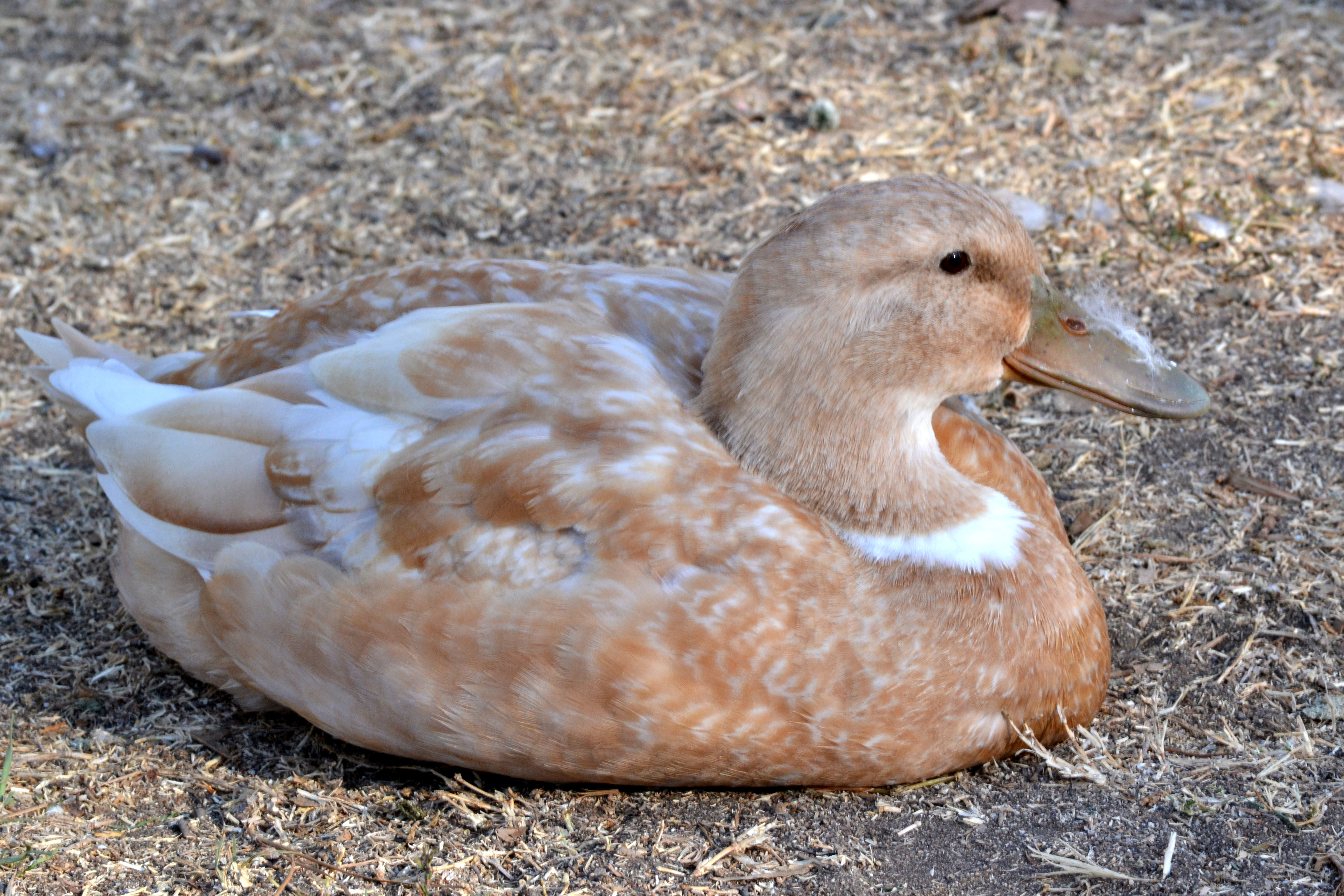
Утка орпингтон.

Орпингтон — одна из пород мясо-яичных уток. Утка известна как Бафф или Палевая.

## Внешний вид
Утка похожа на стандартную утку, только с рыже-белым оперением. Ноги оранжевые как у обычной утки. Клюв жёлто-тёмный. Направляемость — мясо-яичная.

## Яйценоскость
Яйценоскость 155—220 яиц в год.

## Масса уток
Утки породы орпингтон весят в среднем 2,5 кг, но встречаются утки, вес которых 3,2 кг. Селезень немного больше самой утки, их вес — 2,8 кг, максимальный вес — 3,5 кг.